# Bossa nova
Bossa nova este un stil muzical brazilian, popularizat de poetul Vinicius de Moraes, compozitorul Antônio Carlos Jobim și cântărețul João Gilberto. Bossa-nova (în portugheză însemnând „tendință nouă”) a atras mulți adepți, inițial tineri muzicieni și studenți. Deși mișcarea bossa-nova inițială a durat doar șase ani (1958-63), a contribuit cu numeroase melodii la repertoriul standard de jazz. 
Bossa-nova a fost totodată un stil de dans, inventat de coreograful american Lenni Dale, care a fost la modă la începutul anilor 1960. 

## Reprezentanți
Artiști reprezentativi ai stilului bossa-nova:
- - Tom Jobim (Antônio Carlos Jobim)
  - Vinicius de Moraes
  - Alaíde Costa
  - Astrud Gilberto
  - Baden Powell
  - Billy Blanco
  - Bogdan Plech
  - Carlos Lyra
  - Chico Buarque
  - Danilo Caymmi
  - Dorival Caymmi
  - Elis Regina
  - Elizeth Cardoso
  - Johnny Alf
  - João Gilberto
  - Luiz Eça
  - Luiz Henrique (Rosa)
  - Marcos Valle
  - Maysa
  - Miúcha
  - Nara Leão
  - Newton Mendonça
  - Os Cariocas
  - Oscar Castro Neves
  - Roberto Menescal
  - Ronaldo Bôscoli
  - Sergio Mendes
  - Sylvia Telles
  - Stan Getz
  - Toquinho
  - Zimbo trio
  - Wanda Sá
  - Wilson Simonal
  - Quarteto em Cy
  - Luiz Carlos Vinhas
  - Tita
  - Edson Lobo
  - Edu Lobo
  - Luiz Bonfá